# Helmut Stein
Helmut Stein (9. listopadu 1942, Aschersleben – 3. září 2022) byl východoněmecký fotbalista, záložník, reprezentant Východního Německa (NDR).

## Fotbalová kariéra
Ve východoněmecké oberlize hrál za Chemie Halle a FC Carl Zeiss Jena, nastoupil ve 304 ligových utkáních a dal 75 gólů. S FC Carl Zeiss Jena vyhrál dvakrát východoněmeckou oberligu a dvakrát východoněmecký fotbalový pohár, jednou vyhrál východoněmecký pohár i s Chemií Halle. V Poháru mistrů evropských zemí nastoupil ve 4 utkáních, v Poháru vítězů pohárů nastoupil v 8 utkáních a dal 5 gólů a v Poháru UEFA nastoupil ve 20 utkáních a dal 5 gólů. Za reprezentaci Východního Německa (NDR) nastoupil v letech 1962–1973 ve 22 utkáních a dal 3 góly.

## Ligová bilance
| Ročník           | Zápasy | Góly | Klub               |
| ---------------- | ------ | ---- | ------------------ |
| I. liga 1961/62  | 20     | 9    | Chemie Halle       |
| I. liga 1962/63  | 26     | 5    | Chemie Halle       |
| I. liga 1963/64  | 20     | 4    | Chemie Halle       |
| II. liga 1964/65 | 21     | 16   | Chemie Halle       |
| I. liga 1965/66  | 23     | 5    | Chemie Halle       |
| I. liga 1966/67  | 21     | 8    | FC Carl Zeiss Jena |
| I. liga 1967/68  | 25     | 3    | FC Carl Zeiss Jena |
| I. liga 1968/69  | 22     | 4    | FC Carl Zeiss Jena |
| I. liga 1969/70  | 25     | 9    | FC Carl Zeiss Jena |
| I. liga 1970/71  | 23     | 9    | FC Carl Zeiss Jena |
| I. liga 1971/72  | 23     | 4    | FC Carl Zeiss Jena |
| I. liga 1972/73  | 18     | 3    | FC Carl Zeiss Jena |
| I. liga 1973/74  | 18     | 6    | FC Carl Zeiss Jena |
| I. liga 1974/75  | 24     | 4    | FC Carl Zeiss Jena |
| I. liga 1975/76  | 16     | 3    | FC Carl Zeiss Jena |
| CELKEM I. liga   | 304    | 75   |                    |